# 相亲相爱
《相亲相爱》是丁于作曲，陈涛作词的一首歌曲，最初是作为2009年中华人民共和国第十一届运动会开幕式主题曲，由孙楠、陈慧琳、古卓文、张惠妹演唱。该歌曲在歌词中突出泰山、黄河等山东元素，并穿插有《沂蒙山小调》及《谁不说俺家乡好》的旋律，被媒体称为“山东省歌”。

## 其他版本
2010年中国中央电视台春节联欢晚会上，由孙楠、容祖儿、王力宏、余翠芝演唱。
2011年，该歌曲入选“唱响中国——群众最喜爱的新创作歌曲”，其中一个版本由曲作者丁于、曹芙嘉、凤凰传奇演唱。
2024年在湖南卫视《声生不息·家年华》第十一期上，由孙楠、汪苏泷、宋亚轩、王靖雯演唱。同年5月举行的“港澳山东周”上，还推出了由山东大学、香港大公文汇传媒集团、澳门日报联合制作的普粤双语版。
2025年1月27日首播的山东春晚上，韦唯和于毅共同演唱了《相亲相爱》。